# Clément Demeyer
Clément Demeyer, né le 1er septembre 1889 et mort le 3 septembre 1954, est un footballeur international belge actif avant la Première Guerre mondiale. Il joue durant toute sa carrière au Daring Club de Bruxelles, où il occupe le poste d'attaquant. Il remporte deux titres de champion de Belgique avec ce club.

## Carrière en club
Clément Demeyer fait ses débuts avec l'équipe première du Daring Club de Bruxelles en 1910, à l'âge de 21 ans. Il s'impose rapidement dans l'attaque bruxelloise et aide le club à remporter ses deux premiers titres de champion de Belgique, en 1912 et en 1914. Durant cette période, il est également convoqué en équipe nationale, avec laquelle il dispute trois rencontres amicales. Sa carrière est interrompue par le déclenchement de la Première Guerre mondiale en 1914. On ignore ce qu'il est devenu après le conflit.

### Statistiques
| Saison                | Club                  | Championnat           | Championnat | Championnat | Coupe(s) nationale(s) | Coupe(s) nationale(s) | Total | Total |
| Saison                | Club                  | Division              | M.          | B.          | M.                    | B.                    | M.    | B.    |
| 1910-1911             | Daring CB             | Division 1            | -           | -           | 0                     | 0                     | 0     | 0     |
| 1911-1912             | Daring CB             | Division 1            | -           | -           | 0                     | 0                     | 0     | 0     |
| 1912-1913             | Daring CB             | Division 1            | -           | -           | 0                     | 0                     | 0     | 0     |
| 1913-1914             | Daring CB             | Division 1            | -           | -           | 0                     | 0                     | 0     | 0     |
| Total sur la carrière | Total sur la carrière | Total sur la carrière | 1           | -           | -                     | -                     | 1     | 0     |

## Carrière en équipe nationale
Clément Demeyer compte trois convocations en équipe nationale belge, pour autant de matches joués. Il est appelé pour la première fois le 9 novembre 1912 à l'occasion d'un match amical disputé à Swindon face à l'équipe d'Angleterre amateur. Il dispute son deuxième match le 16 février 1913, lors de la réception de l'équipe de France à Uccle. Il joue son troisième et dernier match international le 4 mai 1913 lors d'un déplacement en Suisse.

### Liste des sélections internationales
Le tableau ci-dessous reprend toutes les sélections de Clément Demeyer. Le score de la Belgique est toujours indiqué en gras.
| Date       | Compétition  | Adversaire         | Lieu      | Score | Remarque |
| ---------- | ------------ | ------------------ | --------- | ----- | -------- |
| 09/11/1912 | Match amical | Angleterre amateur | Londres   | 4-0   |          |
| 16/02/1913 | Match amical | France             | Bruxelles | 3-0   |          |
| 04/05/1913 | Match amical | Suisse             | Bâle      | 1-2   |          |